# علقة (حيوان)
العلقة (الاسم العلمي: Hirudo) هي جنس من الحيوانات يتبع الفصيلة العلقية من رتبة اليعلوقيات اللاخطمية.

## أنواع حيوان العلقة
- علقة طبية
- علقة يابانية
- علقة شرقية
- علقة مرقطة
- علقة مصرية
- علقة جاوية
- علقة خماسية الخطوط
- علقة ماصة للدم